# Nathan Marchon
Nathan Marchon (né le 17 février 1997 à Fribourg en Suisse) est un joueur professionnel suisse de hockey sur glace évoluant au poste d'attaquant. 

## Biographie

### Carrière en club
Formé dans le mouvement junior du HC Fribourg-Gottéron, Nathan Marchon signe son premier contrat professionnel en décembre 2014, alors âgé de 17 ans. L'attaquant est prêté sous licence B au HC Red Ice en 2015-2016, où il disputera 17 matchs, ainsi qu'au HC Ajoie la saison suivante, pour 19 matchs . Son contrat arrivant à terme, il prolonge d'une saison en février 2018 et pour deux saisons supplémentaires neuf mois plus tard.

### Carrière internationale
De 2012 à 2017, il est sélectionné chaque année pour rejoindre l''équipe nationale Suisse avec les juniors de sa tranche d'âge. 